# 2세대 비디오 게임기
비디오 게임의 역사에서 2세대 비디오 게임기(second generation of video game consoles)는 1976년부터 1982년까지 존재했던 컴퓨터 게임을 포함한 비디오 게임, 비디오 게임기 및 휴대용 게임기를 가리킨다. 2세대에 존재한 대표적인 게임기로 페어차일드 채널 F, 아타리 2600, 인텔리비전, 마그나복스 오디세이 2와 콜레코비전이 있다. 아케이드 비디오 게임의 황금기에 부분적으로 시발점을 뒀으며 기간을 상당수 공유한다.
1976년 11월, 페어차일드 채널 F의 출시와 함께 2세대의 시대가 시작됐다. 이후 1977년 아타리 2600, 1978년 마그나복스 오디세이 2, 1980년 인텔리비전, 그리고 1982년에 이머슨 아카디아 2001, 콜레코비전, 아타리 5200와 벡트렉스가 발매됐다. 세대 말 무렵에는 15종 이상의 게임기들이 시장에 존재했다. 당시 세대에서 비디오 게임의 인기와 혁신이 치솟으면서 동시대 아케이드 게임 상당수가 2세대 게임기에 이식됐다. 1980년 아타리가 아타리 2600로 이식한 《스페이스 인베이더》는 기록적인 상업적 성공을 거둬 역사상 최초의 가정용 킬러 애플리케이션로 거론된다. 콜레코 또한 1982년 8월에 닌텐도의 《동키콩》을 이식해 발매했다.
1세대 게임기 시대에서 지배적이었던 전용 게임 콘솔은 이 시대에 모습을 감추기 시작했다. 1세대 게임기 마그나복스 오디세이에서 제한적으로 선보였던 카트리지 형태 인쇄 회로 기판 게임들이 2세대에 이르러 발전했다. 페어차일드 채널 F는 롬 카트리지에 게임을 담아 별도판매했으며, 마이크로프로세서를 장착한 게임기에 삽입해 게임을 플레이하는 형태가 산업의 표준으로 정착했다. RCA 스튜디오 II처럼 2세대 게임기들 중에도 부분 카트리지 기능 외에 전용 게임을 부착한 경우들도 혼재했다. 아타리 2600의 발매를 기점으로 게임 카트리지에 대한 인기가 폭증했다. 1970년대부터 1990년대 중반까지 대다수의 가정용 비디오 게임기들이 카트리지를 사용했으며, 1990년대 중반에서야 광 디스크 매체를 활용하기 시작했다. 그 외에 해상도, 컬러그래픽, 오디오, 인공지능에 대한 개념발달 및 연구가 이 시대에서 대폭 이뤄졌다. 또한 1979년에 장난감 기업 밀튼 브래들리가 원시적인 휴대용 게임기 마이크로비전을 발매하는 사건도 있었다.
1979년, 전 아타리 프로그래머들이 퇴사해 이후 거대기업으로 발전하는 액티비전을 설립했으며, 이는 역사상 최초의 서드파티 비디오 게임 개발사가 탄생한 순간이었다. 1982년 무렵, 장난감 소매상에 콘솔의 과대공급, 과도한 게임 출시, 신규 서드파티 개발사가 발매하는 저품질 게임들로 인해 가판대 수요량 이상으로 게임이 즐비하는 현상이 나타났다. 이런 게임 및 콘솔의 과포화와 게임 시장에 대한 지식미달이 겹치면서 1983년 비디오 게임 위기로 이어졌다. 1982년 12월부터 1984년 말까지 진행된 경기후퇴는 북미의 비디오 게임 시장에 치명적인 타격을 입혔다. 아타리 2600 생산이 중단된 1992년 1월 1일이 2세대 게임기 시대가 종료한 시점으로 간주된다. 이후 3세대 비디오 게임기 시대는 시장이 회복하는 계기가 됐다.

## 배경

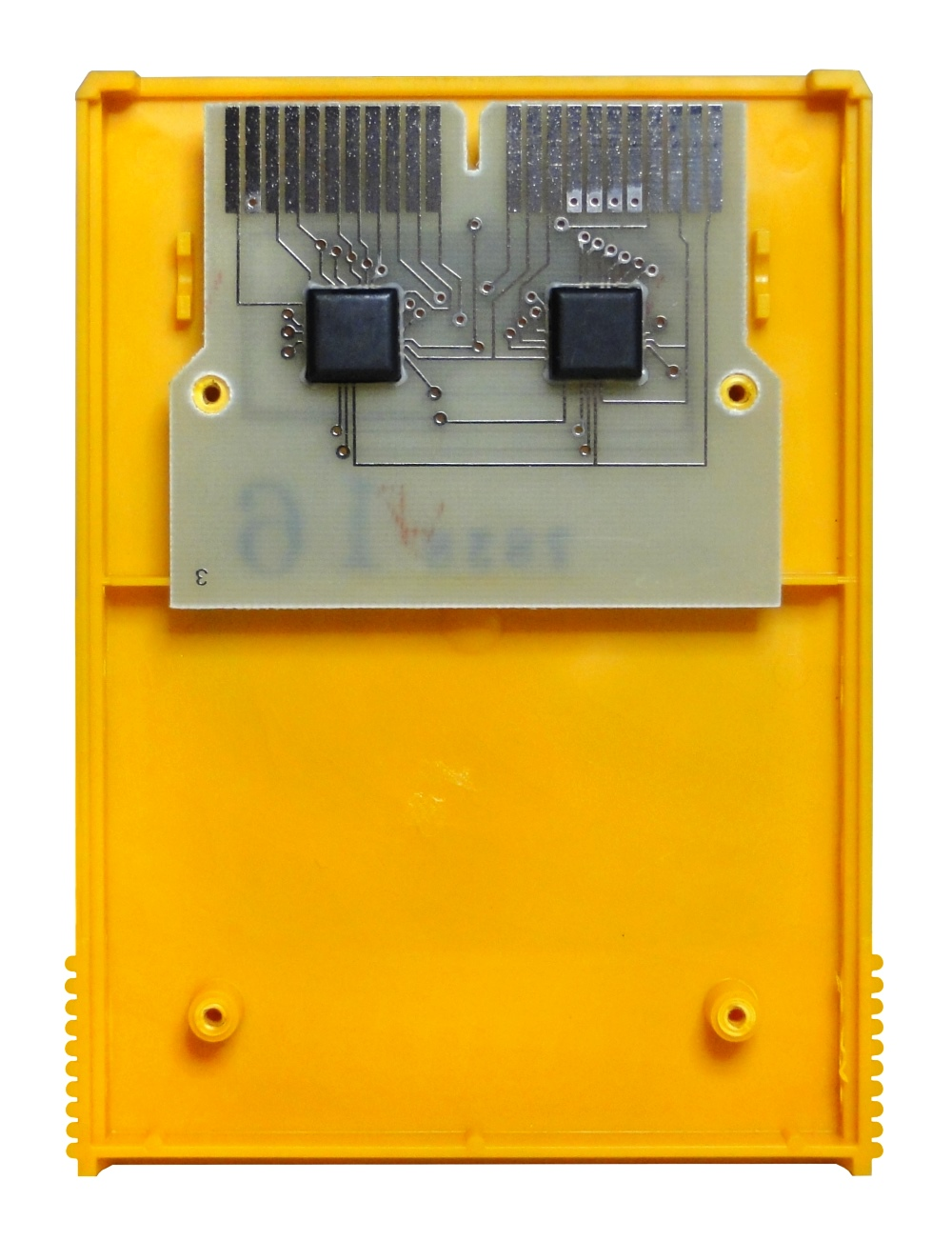
페어차일드 채널 F 롬 카트리지의 내부. 곽 내에 ROM 칩을 새긴 회로 기판이 보인다. 카트리지는 판 상위에 노출된 접촉회로를 통해 게임기에 삽입했다.

2세대 게임기들을 주도한 역군은 저비용의 마이크로프로세서의 등장이었다. 아케이드 게임들과 1세대 게임기들은 본래 트랜지스터-트랜지스터 논리(TTL)에 기반한 집적 회로같은 전기기계공학적 부품을 사용했다.

## 가정용 게임기

### 페어차일드 채널 F
페어차일드 채널 F(초기이름 '페어차일드 비디오 엔터테인먼트 시스템', 약자 VES)는 페어차일드 세미컨덕터가 생산해 1976년 11월에 처음 발매됐다. 이는 최초의 2세대 게임기였다.

### 아타리 2600 & 5200
1977년, 아타리는 CPU기반 게임기 비디오 컴퓨터 시스템 (VCS)를 발매했다. 이후 '아타리 2600'로 개명했다.

### 볼리 아스트로케이드
볼리 아스트로케이드는 1977년에 처음 출시됐는데 처음에는 우편판매로만 유통됐다.

### 비교
| 이름               | 이름               | 페어차일드 채널 F                                              | 아타리 2600 | 볼리 아스트로케이드                              | 마그나복스 오디세이² | 인텔리비전 |
| ------------------ | ------------------ | -------------------------------------------------------------- | --- | ------------------------------------------------ | --- | --- |
| 제조사             | 제조사             | 페어차일드 반도체                                              | 아타리 | 볼리 테크놀로지스                                | 마그나복스 | 마텔 |
| 사진               |                    |                                                                | |                                                  | | |
| 출시 가격          | 출시 가격          | US$169.95                                                      | US$199 | US$299 (2022년 기준 $1,280에 해당)               | US$200 JP¥49,800 | US$299 |
| 발매일             | 발매일             | - 북미: 1976년 11월 - 일본: 1977년 10월                        | - 북미: 1977년 9월 - 유럽: 1978 - 일본: 1983년 5월                                                                   | - 북미: 1978                                     | - 유럽: 1978년 12월 - 북미: 1979년 2월 - 일본: 1982 - 브라질: 1983                                                                         | - 북미: 1980 - 유럽: 1982 - 일본: 1982                                                                                               |
| 매체               | 매체               | 카트리지                                                       | 카트리지, 카세트 (카세트는 서드파티 기기 필요)                                                                       | 카트리지 및 카세트/플로피, ZGRASS 유닛과 판매    | 카트리지 | 카트리지 |
| 최다판매 게임 (장) | 최다판매 게임 (장) | "비디오카트-17: 핀볼 챌린지"                                   | "팩맨", 7백만 (2006년 9월 1일 기준)                                                                                  | 미상                                             | 미상 | "라스베가스 포커 & 블랙잭", 193만 9천 "메이저 리그 베이스볼", 108만 5천 (1983년 6월 기준)                                            |
| 하위호환           | 하위호환           | N/A                                                            | N/A | N/A                                              | 없음 | 아타리 2600 (시스템 차저 모듈) |
| 주변기기 (소매)    | 주변기기 (소매)    | 없음                                                           | - 운전 컨트롤러 - 키패드 - 게임 브레인 - 스타패스 슈퍼차저 - 게임라인                                                | - ZGRASS 유닛                                    | - 더 보이스 - 체스 모듈 | - 키보드 (취소) - 플레이케이블 - 인텔리보이스 - 엔터테인먼트 컴퓨터 시스템 - 뮤직 신서사이저 키보드 - 시스템 차저 (아타리 2600 호환) |
| CPU                | CPU                | 1.79 MHz (PAL 2.00 MHz) 페어차일드 F8                          | 1.19 MHz MOS 6507 | 1.789 MHz 자일로그 Z80                           | 1.79 MHz 인텔 MCS-48 8비트 마이크로컨트롤러                                                                                                | 2 MHz CP1600 |
| 메모리             | 메모리             | 메인 RAM 64 바이트 비디오 RAM 2 kB (2×128×64비트)              | MOS 6532 내 128바이트 RAM (게임 카트리니 내에 추가 RAM 가능)                                                         | 메인 RAM 4 kB (외부 모듈로 최대 64 kB)           | CPU 내장 RAM: 64 바이트 오디오/비디오 RAM: 128 바이트                                                                                      | 352 x 16비트 시스템 RAM 240 x 8비트 스크래치패드 RAM 512 x 8비트 그래픽 패턴 테이블 RAM                                              |
| 화면               | 해상도             | 최소 102×58, 최대 128×64                                       | 160×192 (스프라이트) 40x192 (플레이필드)                                                                             | 최대: 160×102 표준: 160×88 확장 RAM: 320×204     | 160×200 (NTSC) | 160x96 (8x8 픽셀씩 20x12 타일) |
| 화면               | 팔레트             | 8색                                                            | 128색 (NTSC) 104색 (PAL) 8색 (SECAM)                                                                                 | 32색 (8 광도)                                    | 16색 (고정); 스프라이트 8색 사용 | 16색 |
| 화면               | 화면발색수         | 동시 8색 (스캔라인당 4색)                                      | 동시 128색 (스캔라인당 배경 2색 및 스프라이트 2색, 스프라이트 각각 1색)                                              | 최대: 8 표준: 2                                  | 미상 | 동시 16색 |
| 화면               | 스프라이트         | 1                                                              | 스프라이트 2, 미사일 2, 스캔라인당 볼 1                                                                              | 무제한 (소프트웨어가 조절)                       | - 사용자 정의 단색 8×8 스프라이트 4개 - 단색 8×8 캐릭터 12개; ROM BIOS에 64형 포함; - 쿼드 캐릭터 4개; - 9×8 배경 그리드; 점, 선 혹은 블록 | 스프라이트 8개, 8x16 반픽셀 |
| 화면               | 기타               |                                                                | |                                                  | | 종, 횡 스크롤링 |
| 오디오             | 오디오             | 모노 오디오: - 500 Hz, 1 kHz, 1.5 kHz 톤 (모듈로 다른 톤 가능) | 모노 오디오: - 2채널 사운드 - 5비트 주파수 분주기, 4비트 오디오 컨트롤 레지스터 - 각 채널 4비트 볼륨 컨트롤 레지스터 | 모노 오디오: - 보이스 3개 - 노이즈/비브라토 효과 | 모노 오디오: - 24비트 시프트 레지스터, 2개 주파수에 클럭가능 - 노이즈 생성                                                                 | 모노 오디오: - AY-3-8910 - 3채널 사운드 - 노이즈 생성기 1개                                                                          |

| 이름               | 이름               | 아카디아 2001                                | 콜레코비전                                                                        | 아타리 5200                                                                                  | 벡트렉스                                                  |
| ------------------ | ------------------ | -------------------------------------------- | --------------------------------------------------------------------------------- | -------------------------------------------------------------------------------------------- | --------------------------------------------------------- |
| 제조사             | 제조사             | 에머슨 라디오                                | 콜레코                                                                            | 아타리                                                                                       | 제너럴 컨슈머 일렉트로닉스, 밀튼 브래들리 컴퍼니          |
| 사진               |                    |                                              |                                                                                   |                                                                                              |                                                           |
| 출시 가격          | 출시 가격          | US$200 JP¥19,800                             | US$175                                                                            | US$270                                                                                       | US$199 (2022년 기준 $530에 해당)                          |
| 발매일             | 발매일             | - 북미: 1982년 5월 - 일본: 1983              | - 북미: 1982년 8월 - 유럽: 1982                                                   | - 북미: 1982년 11월                                                                          | - 북미: 1982년 11월 - 유럽: 1983년 5월 - 일본: 1983년 6월 |
| 매체               | 매체               | 카트리지                                     | 카트리지 및 카세트, 익스팬션 #3로 사용가능                                        | 카트리지                                                                                     | 카트리지                                                  |
| 최다판매 게임 (장) | 최다판매 게임 (장) | N/A                                          | "동키콩" (팩인)                                                                   | N/A                                                                                          | N/A                                                       |
| 하위호환           | 하위호환           | N/A                                          | 익스팬션 #1로 아타리 2600 호환                                                    | 2600 카트리지 어댑터로 아타리 2600 호환                                                      | N/A                                                       |
| 주변기기 (소매)    | 주변기기 (소매)    | N/A                                          | - 익스팬션 #1 - 익스팬션 #2 - 익스팬션 #3 - 롤러 컨트롤러 - 슈퍼 액션 컨트롤러 셋 | - 트랙볼 컨트롤러 - 아타리 2600 어댑터                                                       | - 3-D 이미저 - 라이트 펜                                  |
| CPU                | CPU                | 3.58 MHz 시그네틱스 2650 CPU                 | 3.58 MHz 자일로그 Z80A                                                            | 1.79 MHz 커스텀 MOS 6502C                                                                    | 1.5 MHz 모토롤라 68A09                                    |
| 메모리             | 메모리             | 512바이트 RAM                                | 메인 RAM 1 kB 비디오 RAM 16 kB                                                    | 메인 RAM 16 kB DRAM                                                                          | 메인 RAM 1 kB                                             |
| 화면               | 해상도             | 128x208 / 128×104                            | 256×192                                                                           | 80×192 (16색) 160×192 (4색) 320×192 (2색)                                                    |                                                           |
| 화면               | 팔레트             | 16색                                         | 15색, 1 투명                                                                      | 256색                                                                                        | 2 (흑백)                                                  |
| 화면               | 화면 발색수        |                                              | 동시 16색 (스프라이트당 1색)                                                      | 동시 16색, 최대 256색 (16 색상, 16 루마), 스캔라인당 16색, 디스플레이 리스트 래스터 인터룹트 | 동시 2색 (흑백)                                           |
| 화면               | 스프라이트         |                                              | 스프라이트 32개 (스캔라인당 4개), 8×8 혹은 8×16 픽셀, 정배수 확대                 | 단색 스프라이트 8개, 화면 세로; 1/2/4x 길이 확대                                             |                                                           |
| 화면               | 기타               |                                              | 타일맵 플레이필드, 8×8 타일                                                       | - 그래픽 모드 14개 (6 타일맵, 8 비트맵) - 정밀, 비정밀 스크롤링 (종횡)                       | 벡터 CRT                                                  |
| 오디오             | 오디오             | 모노 오디오: - "비퍼" 1채널 - "노이즈" 1채널 | 모노 오디오: - 톤 생성 3개 - 노이즈 생성 1개                                      | 모노 오디오: - 4채널 사운드                                                                  | 모노 오디오 (내부 스피커): - 3채널 사운드 - 노이즈 생성   |

## 소프트웨어

### 대표 제품
- 《동키콩》 (콜레코비전 이식판): 콜레코가 발매한 이식판은 아케이드 게임에 매우 근접한 점으로 호평을 받았다. 평론가들은 콜레코비전, 아타리와 인텔리비전에 각각 발매된 이식판들 중 콜레코비전판을 최고로 꼽았다.[18][19]

## 같이 보기
- 가정용 컴퓨터